# 内法 (沖縄)
内法（ないほう）は、琉球王国において、間切や村の共同体秩序を守るために定められた掟を指して王府が使用した行政用語。
当該の村民は自分たちの掟を「村締」（むらじまい）・「村固」（むらがたみ）・「村吟味」（むらじんみ）と呼んでいた。
琉球王国が廃止され、沖縄県が置かれた後も旧慣温存政策の下で存続を認められたが、その執行には県庁等の許可が必要となり、加えて「内法の執行」と称するリンチ殺人（制縛致死事件）や人権侵害が相次いだため、警察による指導の結果、昭和初期までにほぼ根絶された。

## 内法の問題点
内法には、入会地の私用禁止などの常識的な部分もあったが、当時の憲法や法律に反する部分も含んでおり、警察を中心として強い批判が起こった。奥野彦六郎の『南島村内法』には、1700年代の宮古・八重山では住民自らで詮議し、制裁の対象者を縛り上げて木の枝に吊るし、殴りつけて絶命させる場合が多かったということが記されている。
王府はこれを問題視して指導したが、実際はなかなか守られなかったことなどが下記の諸事件から窺える。

### 内法による人権侵害事件
制縛致死事件
- 1907年（明治40年）に、具志頭間切（現・八重瀬町）で起きたリンチ殺人事件。村内で盗難事件が発生した際に、その犯人とされた被害者男性がガジュマルの枝に吊り下げられ、村民から暴行を受けて死亡した。裁判で主犯に懲役12年、その他の3人に懲役9年の実刑が言い渡された。

その他の事件
- 1916年（大正5年）に、浦添村（現・浦添市）において、他の字（あざ）に住む人間と結婚した夫婦が罰金を徴収された。

- 1916年に宜野湾村（現・宜野湾市）において、村民の多数派が村長派との交際禁止を決議し、違反者から罰金を徴収した。

## 関連年表
- 1775年 - 沖縄最初の刑法典である『琉球科律』の編纂が開始される。
- 1879年 - 琉球王国が廃止、沖縄県が設置される。県は内法の一応の存続を認める。
- 1880年 - 地方役所の設置に伴い、内法の執行は役所の許可が必要となる。
- 1885年 - 県は間切などの内法を届け出させて成文化し、「沖縄県旧慣間切内法」をまとめる。
- 1896年 - 2区5郡制を施行。翌年から間切吏員規定、間切島規定を施行。
- 1907年 - 具志頭間切で「制縛致死事件」が発生。盗難事件の犯人とされた男性が撲殺され、主犯のNは懲役12年、残る3人に同9年が言い渡される。
- 1908年 - 町村制を施行。内法にからむ事件が頻発する。
- 1916年 - 松原一意と首里署長が「内法」の改善を『琉球新報』に連載。戦前までに、内法はほぼ消滅する。